# 洪秀惠
洪秀惠（約1954年—2011年3月19日），臺灣知名愛狗人士，曾任慈幼工商國文教師十多年，與賈鴻秋齊名，背景、結局也相似。

## 生平
洪秀惠大學唸中文系，曾去神學院進修，之後到菲律賓唸研究所，還沒教書之前，也當過房屋仲介等業務工作。在台南市慈幼商工任教時曾收養一隻車禍受傷的小狗，信奉基督教的她，從此發願要好好照顧流浪狗。
流浪狗收容場就位於學校旁的私有地，由於狗口日漸增多，時常發生斷糧危機。洪秀惠獨自養護流浪狗，原先沒有接受外界資助，以為靠著薪水可以撐過來，為了增加收入，洪秀惠在空中大學兼課，但陸續增加到四、五十頭後，光是飼料費每月就要兩萬多元，加上醫療費用，時常捉襟見肘。後來有許多愛心人士會拿廚餘、飼料來捐助，缺糧的危機稍緩。但也引來附近居民抗議。之後，被慈幼工商學生、家長批評洪秀惠上課品質不良，2008年被校方停聘。她因而與學校打官司，曾擔任前副總統呂秀蓮的發言人的蔡明華律師，與她素昧平生，只因受其愛心感動，主動幫忙打官司。
洪秀惠被解聘後，地主也決定收回土地蓋房子，要求狗場遷走。洪秀惠只好轉往家人在高雄市內門鄉的土地，旁邊另租農地搭起狗。洪秀惠在當地買下一百多坪土地，但後續還得圍網、整地等工作，龐大的支出讓她頭痛。
2011年3月19日，五十七歲的洪秀惠在一手撐起的狗場裡不慎撞到窗戶玻璃，頭破血流身亡。下午被發現，警方趕到時，現場有超過百隻的狗，一直蹲坐在洪秀惠身旁守護不願離去，經警方調查無他殺嫌疑。
狗場在台灣動物緊急救援小組協助下，陸續有十幾隻幼犬被人領養，部分傷殘、有皮膚病的狗也將接受治療。動保人士倪京台說，將發起搶救洪媽媽狗場大作戰，呼籲全台愛狗人士集資捐助狗糧、加入照料行列。
去世後，台灣動物緊急救援小組接手25犬。